# Quintanilla del Olmo
Quintanilla del Olmo település Spanyolországban,  Zamora tartományban. Quintanilla del Olmo Villalpando és Prado községekkel határos. Lakosainak száma 45 fő (2024).

## Népesség
A település népessége az utóbbi években az alábbiak szerint változott:
| Lakosok száma | 61   | 50   | 42   | 41   | 38   | 33   | 33   | 32   | 44   | 45   |
|               | 2001 | 2004 | 2007 | 2009 | 2012 | 2014 | 2017 | 2019 | 2022 | 2024 |